# Byton
Byton est un constructeur automobile chinois fondé en 2018 et qui a fait faillite en 2023.

## Histoire
Le constructeur automobile Byton (qui signifie Byte on wheels) est basé à Nanjing (Chine) et dispose de bureaux d'études à Munich (Allemagne) et à Santa Clara (États-Unis). Byton a recruté de grands noms de l'automobile pour constituer son équipe dont notamment Carsten Breitfeld, président de la marque, qui a conçu la BMW i8, Benoît Jacob, ancien de chez BMW, Tom Wessner, ancien de chez Tesla et Faraday Future ainsi que David Twohig, l'ingénieur en chef de l'Alpine A110. L'entreprise Byton est financée par Tencent Holdings, spécialisée dans les services internet et mobiles.
Byton a fait sa première apparition en présentant 3 exemplaires (gris, bleu et rouge) d'un concept-car de SUV électrique, le "Crossover Concept", au Consumer Electronics Show (CES) de Las Vegas en janvier 2018, préfigurant à 80% le modèle de série commercialisé en 2019 en Chine et 2020 en Europe.
En avril 2018, Byton dévoile son concept de « brand-store » à Milan, une concession d'exposition installée dans les plus grandes villes européennes, américaines et chinoises. Mais Byton a pour objectif, comme son compatriote Lynk & Co, de vendre ses véhicules principalement sur le net.

## Gamme

### M-Byte
En janvier 2018, au Consumer Electronics Show de Las Végas (États-Unis), Byton dévoile la version de série de son premier véhicule le M-Byte. Il est présenté la première fois en Europe au salon de Francfort 2019.

## Concept cars

### M-Byte Concept

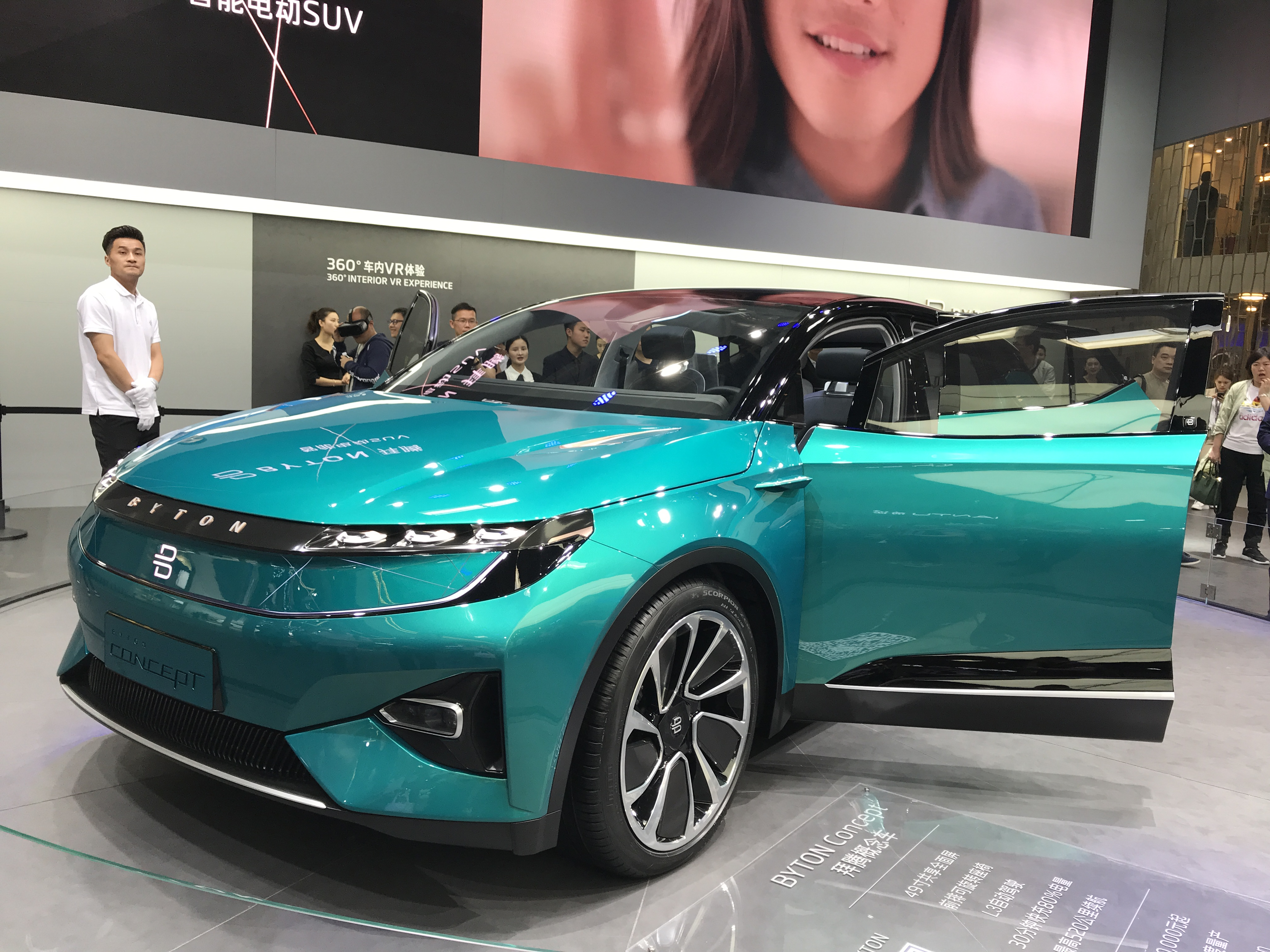
Byton M-Byte Concept

Le M-Byte Concept, d'abord baptisé Crossover Concept, est un concept-car de crossover électrique préfigurant le premier modèle de série du constructeur chinois Byton, et concurrent du Tesla Model X.

### K-Byte Concept
La K-Byte est un concept-car de grande berline haut de gamme électrique présentée en juin 2018 au CES Asia en Chine par Byton puis exposé au Pebble Beach Concours d'Elegance 2018.
Caractéristiques
La K-Byte est un concept de voiture autonome de niveau 4, et reçoit des capteurs Lidar rétractables lorsqu'elle n'est pas en mode de conduite autonome. Elle repose sur la même plateforme technique que le M-Byte Concept.